# Antônio Carlos Zago
Antônio Carlos Zago, també conegut com a "Antônio Carlos" o "A.C.Zago" (Presidente Prudente, 18 de maig de 1969) és un exfutbolista i entrenador brasiler.

## Trajectòria
Nascut a la ciutat de Presidente Prudente, a l'estat de São Paulo, i amb origents italians, va iniciar la seua carrera al São Paulo FC, on va romandre tres anys abans de signar per l'Albacete Balompié, de la competició espanyola, club en el qual només hi juga un any. Retorna al seu país, aquesta vegada al Palmeiras. Tres anys després torna a emigrar, ara al conjunt japonés del Kashiwa Reysol. S'hi està un any al país asiàtic, i retorna de nou a São Paulo, per jugar amb el SC Corinthians. Ha estat un dels pocs jugadors que han militat en els tres grans equips de la ciutat paulista.
El gener de 1998 es trasllada a Roma, demanat per Zdenek Zeman per reforçar la línia defensiva. Al seu partit de debut, l'11 de febrer de 1998, contra el Lecce, va ser expulsat als pocs minuts del xoc, però el club giallorossi va comprovar la seua qualitat. A l'AS Roma, Zago hi va romandre durant cinc anys, formant una de les defenses més eficaces de la Serie A, junt al seu compatriota Aldair i l'argentí Walter Samuel.
Pel mes de novembre de 1999, el jugador brasiler va ser el protagonista d'un xocant episodi, quan va colpejar a la cara al jugador de la SS Lazio Diego Simeone enmig d'un derbi de la capital italiana. L'esdeveniment va ser ben acollit pels seguidors romanistes, que li van dedicar part de la canço "Brusco".
El 2002 deixa la Roma després d'un any d'inactivitat, i marxa cap Turquia per militar al Beşiktaş. L'agost del 2004 retorna al Brasil per jugar al Santos, al qual seguira al Juventude. Va retirar-se el 2007 després de jugar de nou amb Santos.

## Entrenador
Comença a entrenar al Corinthians el 2008, després d'una temporada com a director esportiu. Al juny del 2009 es converteix en entrenador de l'AD São Caetano

## Internacional
Va ser internacional en 37 ocasions amb la selecció brasilera, tot marcant 3 gols. Va formar part del combinat del seu país que va acudir a la Copa Amèrica de 1993 i de 1999.

## Títols
- Campionat Paulista: 1991, 1992, 1993, 1994, 1997, 2007.
- Campionat Brasileiro: 1991, 1993, 1994, 2004
- Libertadores: 1992
- Torneig Rio-São Paulo: 1993
- Copa Amèrica: 1999
- Campionat Italià: 2001
- Supercopa italiana: 2001
- Türkiye Süper Ligi: 2003